# Trillium lancifolium
Trillium lancifolium är en nysrotsväxtart som beskrevs av Constantine Samuel Rafinesque. Trillium lancifolium ingår i släktet treblad, och familjen nysrotsväxter. Inga underarter finns listade.